# Galàxia de Bode
La galàxia de Bode (Messier 81, M81 o NGC 3031) és una galàxia espiral que es troba a una distància d'uns 12 milions d'anys llum, dins la constel·lació de l'Ossa Major. Va ser descoberta per Johann Elert Bode el 1774, d'aquí el seu nom. Pierre Méchain la va redescobrir el 1779 i li va comunicar el descobriment al seu amic Charles Messier, que la va introduir al seu catàleg. El 1914 Max Wolf va calcular-ne la rotació (la primera vegada que se'n feia d'una galàxia espiral) i també va estimar-ne la velocitat de rotació: 300 km/segon.
M81 és un perfecte exemple de galàxia espiral amb braços que formen una espiral al voltant del centre. Per la proximitat a la Terra, la seva gran mida, i el seu nucli galàctic actiu (que podria albergar un forat negre supermassiu, Messier 81 s'ha convertit en una galàxia molt estudiada per astrònoms professionals. La gran mida de la galàxia i la relativament alta magnitud aparent també la fan un objectiu apreciat per als astrònoms aficionats.

## Emissions de pols

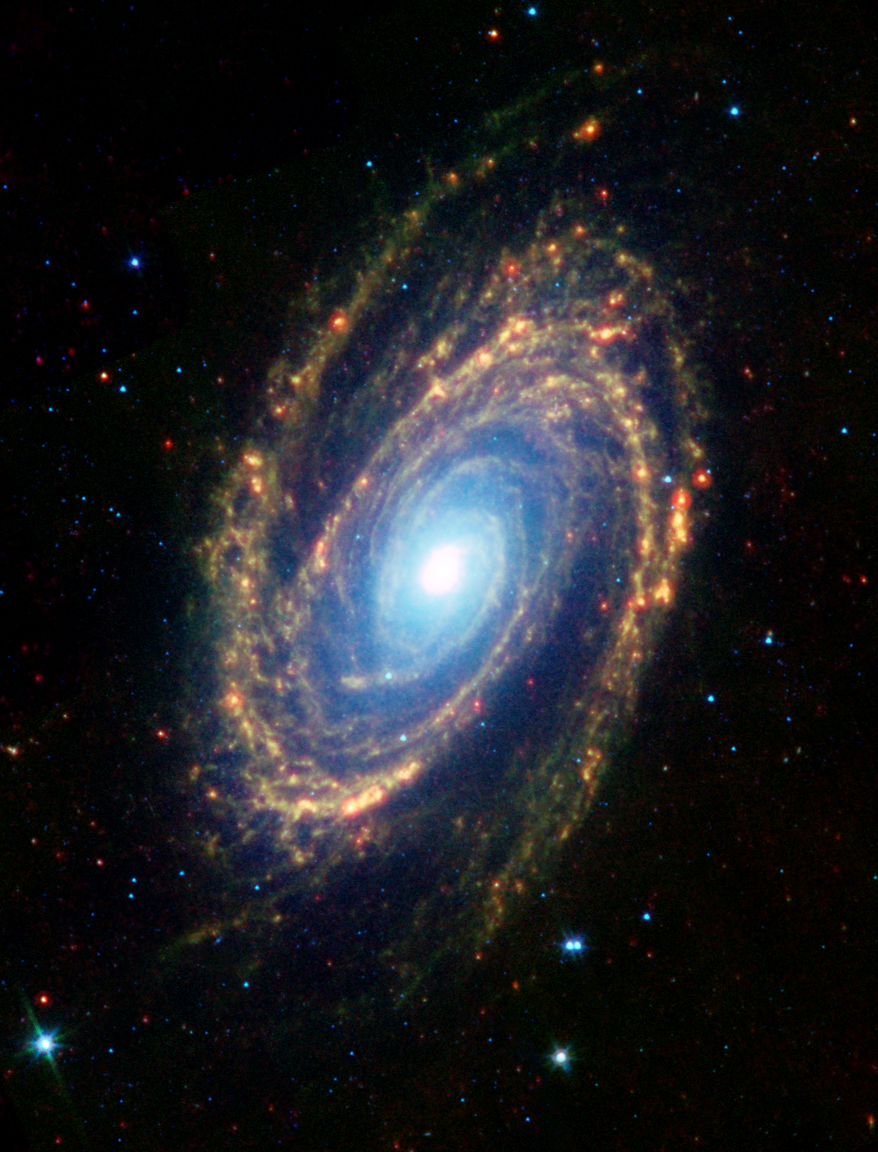
Imatge en infraroig de Messier 81 del telescopi espacial Spitzer. Els colors blaus representen l'emissió estel·lar observada a 3,6 μm. Els colors verds representen l'emissió 8 μm originada principalment per hidrocarburs aromàtics policíclics del medi interestel·lar. Els colors vermells representen l'emissió 24 μm originada per la pols calenta del medi interestel·lar. Credit: NASA/JPL-Caltech/K. Gordon/S. Willner/N.A. Sharp

La major part de l'emissió en longitud d'ona infraroja s'origina en la pols interestel·lar. Aquesta pols es troba principalment dins els braços espirals de la galàxia, i ha estat associada a les regions de formació estel·lar. L'explicació n'és que les estrelles blaves calentes i de curta vida que es troben en regions de formació estel·lar són molt efectives escalfant la pols i incrementant l'emissió infraroja de pols d'aquestes regions.

## Supernova
Només s'ha detectat una supernova a Messier 81. La supernova, anomenada SN 1993J, va ser descoberta el 28 de març de 1993 per F. Garcia. En aquell moment, va ser le segona supernova observada al segle xx. Les característiques espectrals de la supernova han canviat al llarg del temps. Inicialment, semblava una supernova de tipus II (supernova formada per l'explosió d'una estrella gegant) amb forta emissió de línia espectral d'hidrogen, però posteriorment les línies d'hidrogen van anar esvaint-se i van aparèixer fortes línies espectrals d'heli, fent que la supernova en semblés més una de tipus Ib. A més, les variacions de la lluminosistat de SN 1993J en el temps no van ser com les variacions observades en altres supernoves de tipus II i semblaven les variacions observades en les supernoves de tipus Ib. Tanmateix, la supernova ha estat classificada de tipus Iib, una classe de transició entre el tipus II i el tipus Ib. Els resultats de l'estudi d'aquesta supernova suggereixen que les supernoves de tipus Ib i Ic estan formades per explosions d'estrelles gegants amb processos molt similars als que es produeixen en les supernoves de tipus II. Aquesta supernova es va usar per estimar la distància de 8.5 ± 1.3 Mal (2.6 ± 0.4 Mpc) a Messier 81.

## Galàxies properes i informació del grup de galàxies

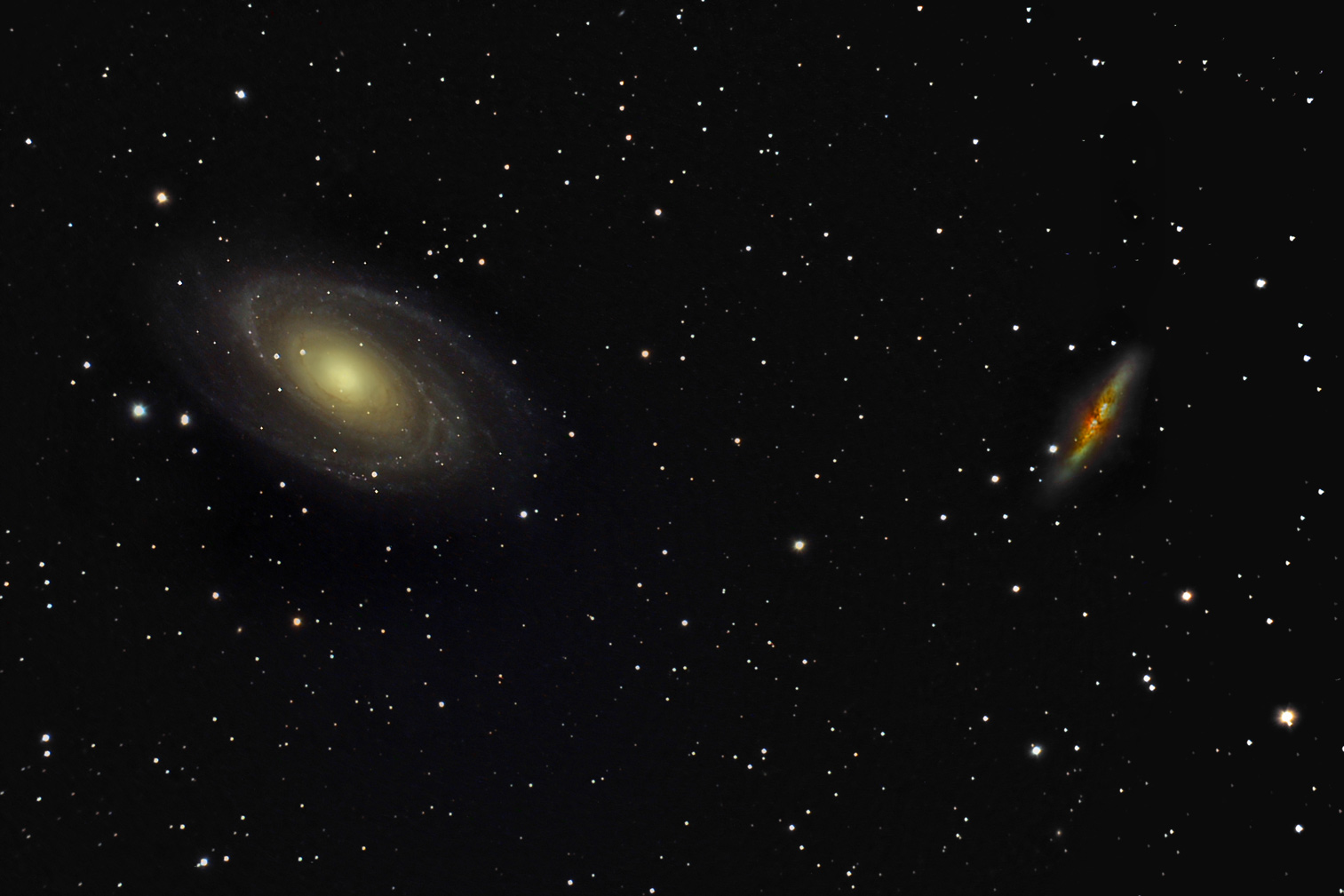
M81 (esquerra) i M82 (dreta). M82 és una de les dues galàxies que té una forta interacció gravitacional amb M81. L'altra, NGC 3077, està situada sobre el marge superior de la imatge. Crèdit: Scott Anttila

Messier 81 és la galàxia més gran del grup M81, un grup de 34 galàxies situades a la constel·lació de l'Ossa Major. La distància del grup a la Terra és d'aproximadament 11.7 Mal (3.6 Mpc): aquest és un dels grups més propers al Grup Local, que conté la Via Làctia.
M81 està interaccionant gravitacionalment amb Messier 82 i NGC 3077. Les interaccions han atret gas d'hidrogen de les altres tres galàxies, han conduït a la formació d'estructures filamentoses de gas dins el grup. A més, les interaccions han causat que una part del gas interestel·lar hagi anat als centres de Messier 82 i NGC 3077, cosa que ha produït una forta activitat de formació estel·lar al centre de les dues galàxies.

## Observació
Messier 81, Messier 82 i algunes altres galàxies del grup M81 estan situades aproximadament a 10° al nord-oest d'Alpha Ursae Majoris. Messier 81 i Messier 82 es poden veure amb binoculars i petits telescopis. Els dos objectes no són fàcilment observables i cal experiència i unes condicions excepcionals d'observació. Encara que la galàxia es pot veure amb petits telescopis caldrà uns 350 mm per poder distingir l'estructura de Messier 81.